# بخش وارگاشینسکی
بخش وارگاشینسکی (به لاتین: Vargashinsky District) یک منطقهٔ مسکونی در روسیه است که در استان کورگان واقع شده‌است.